# Gonzalo Escalante
Gonzalo Escalante (Bella Vista, Buenos Aires, 27 de març de 1993) és un futbolista professional argentí que juga com a migcampista al Cadis CF.

## Carrera esportiva
Escalante va acabar la seva formació amb el Boca Juniors. Va debutar com a professional el 13 d'abril de 2013, quan substituí Clemente Rodríguez a la mitja part en una derrota per 1–6 a fora contra San Martín de San Juan en un partit de la primera divisió argentina de futbol.
El 28 d'agost de 2014 Escalante fou cedit al Calcio Catania de la Serie B italiana, amb un contracte per una temporada amb una clàusula de complra. Va marcar el seu primer gol com a professional el 28 d'octubre, el primer d'una victòria per 5–1 a casa contra el Virtus Entella.
El 29 de gener de 2015 Escalante va ser comprat pels sicilians. Va jugar 26 partits i va marcar un gol durant la temporada, en què el seu equip acabà només 16è.
El 16 de juliol de 2015 Escalante fou cedit a la SD Eibar de La Liga, per un any. Va debutar a la categoria el 24 d'agost, jugant com a titular i marcant el segon gol d'una victòria per 3–1 fora de casa contra el Granada CF.
L'11 de gener de 2016, Escalante va fitxar pels Armeros permanentment, amb contracte fins al 2020.

### Lazio
El 13 de gener de 2020, Escalante va arribar a un acord amb la SS Lazio per formar part del club per la temporada 2020–21, amb contracte per quatre anys.

#### Cessió a l'Alavés
El 4 de gener de 2022, Escalante va retornar a Espanya per jugar a primera divisió amb el Deportivo Alavés.

#### Cessió al Cremonese
El 9 d'agost de 2022, Escalante fou cedit al US Cremonese, amb opció de compra.

### Cádiz
El 25 de gener de 2023, Escalante va tornar a Espanya, cedit aquest cop al Cadis CF. El 3 de juliol, va signar amb el club contracte permanent per tres anys.